# Thecla oberthueri
Thecla oberthueri är en fjärilsart som beskrevs av Otto Staudinger 1887. Thecla oberthueri ingår i släktet Thecla och familjen juvelvingar. Inga underarter finns listade i Catalogue of Life.